# 浮孔駅
浮孔駅（うきあなえき）は、奈良県大和高田市田井にある、近畿日本鉄道（近鉄）南大阪線の駅。駅番号はF25。駅名は当地が北葛城郡浮孔村だったことから。

## 歴史
- 1929年（昭和4年）3月29日：大阪鉄道の古市 - 久米寺（現在の橿原神宮前）間延伸時に開業[1]。
- 1943年（昭和18年）2月1日：関西急行鉄道が大阪鉄道を合併[1]。関西急行鉄道天王寺線の駅となる。
- 1944年（昭和19年）6月1日：戦時統合により関西急行鉄道が南海鉄道（現在の南海電気鉄道の前身。後に再独立）と合併[1]。近畿日本鉄道南大阪線の駅となる。
- 1993年（平成5年）3月17日：ホームが6両分に延伸される[2]。
- 2007年（平成19年）4月1日：PiTaPa使用開始[3]。
- 2013年（平成25年）12月21日：終日無人駅化。

## 駅構造
相対式ホーム2面2線の地上駅。区間急行が停車するため、ホーム有効長は6両分まで確保されている。駅舎（改札口）は大阪阿部野橋方面行きホームの古市寄りにあり、反対側の橿原神宮前方面行きホームへは構内踏切で連絡している。トイレは改札内にある。
無人駅で、PiTaPa・ICOCA対応の自動改札機および自動精算機（回数券カードおよびICカードのチャージに対応）が設置されている。

### のりば
| のりば | 路線       | 方向 | 行先             |
| ------ | ---------- | ---- | ---------------- |
| 1      | F 南大阪線 | 下り | 橿原神宮前方面   |
| 2      | F 南大阪線 | 上り | 大阪阿部野橋方面 |

## 当駅乗降人員
近年における1日乗降人員の調査結果は以下の通り。
- 2023年11月7日：1,285人
- 2022年11月8日：1,280人
- 2021年11月9日：1,226人
- 2018年11月13日：1,552人
- 2015年11月10日：1,569人
- 2012年11月13日：1,474人
- 2010年11月9日：1,689人
- 2008年11月18日：1,605人
- 2005年11月8日：1,796人

## 利用状況
近年の1日平均乗車人員は以下の通りである。
| 年度               | 1日平均 乗車人員 |
| ------------------ | ---------------- |
| 1995年（平成7年）  | 1,335            |
| 1996年（平成8年）  | 1,302            |
| 1997年（平成9年）  | 1,259            |
| 1998年（平成10年） | 1,242            |
| 1999年（平成11年） | 1,158            |
| 2000年（平成12年） | 1,114            |
| 2001年（平成13年） | 1,037            |
| 2002年（平成14年） | 972              |
| 2003年（平成15年） | 964              |
| 2004年（平成16年） | 909              |
| 2005年（平成17年） | 906              |
| 2006年（平成18年） | 900              |
| 2007年（平成19年） | 881              |
| 2008年（平成20年） | 847              |
| 2009年（平成21年） | 816              |
| 2010年（平成22年） | 830              |
| 2011年（平成23年） | 832              |
| 2012年（平成24年） | 820              |
| 2013年（平成25年） | 813              |
| 2014年（平成26年） | 788              |
| 2015年（平成27年） | 804              |
| 2016年（平成28年） | 798              |
| 2017年（平成29年） | 809              |
| 2018年（平成30年） | 807              |
| 2019年（令和元年） | 789              |

## 駅周辺
- 大和高田出簡易郵便局
- 国道165号（大和高田バイパス）
- 国道24号（橿原バイパス）
- イオンモール橿原（ウエスト・ビレッジまで徒歩10分[7]、店舗棟まで徒歩24分[8]）

## 隣の駅
近畿日本鉄道
F 南大阪線
■急行
通過
■区間急行・■準急・■普通
高田市駅 (F24) - 浮孔駅 (F25) - 坊城駅 (F26)